# 澳新军团
澳大利亚和新西兰军团，简称澳新军团（英語：Australian and New Zealand Army Corps，缩写为ANZAC）是一支参加过第一次世界大战加里波利之战、中东和西部战线的联军，以失败告终。「ANZAC」此詞後來逐渐演变为泛指所有参加过战争的澳大利亞和新西蘭军人。
澳大利亚和新西兰当年联军在土耳其加里波利澳紐軍團灣登陆的日期（4月25日）被定为法定假日──澳新军团日，在其他国家的澳紐侨民将其作为民族节日庆祝。